# Pilea cangyuanensis
Pilea cangyuanensis là loài thực vật có hoa trong họ Tầm ma. Loài này được H.W. Li miêu tả khoa học đầu tiên năm 1997.